# Philipp Ries
Philipp Ries (Ettenheim, Baden-Württemberg, 10 de juliol de 1989) va ser un ciclista alemany que fou professional del 2009 al 2011.

## Palmarès
- 2006
  - Vencedor d'una etapa a la Volta a la Baixa Saxònia júnior
- 2008
  - Vencedor d'una etapa al Mainfranken-Tour
- 2010
  - 1r al Tour de la Creuse i vencedor d'una etapa